# Ragnar Sveningsson
Nils Ragnar Sveningsson, född 10 augusti 1906 i Tranemo, Älvsborgs län, död där 4 februari 1974, var en svensk politiker (högerpartiet). Sveningsson var riksdagsledamot i andra kammaren 1945–1948 och i första kammaren från 1957, invald i valkretsen Älvsborgs län.